# Liste des cantons des Landes

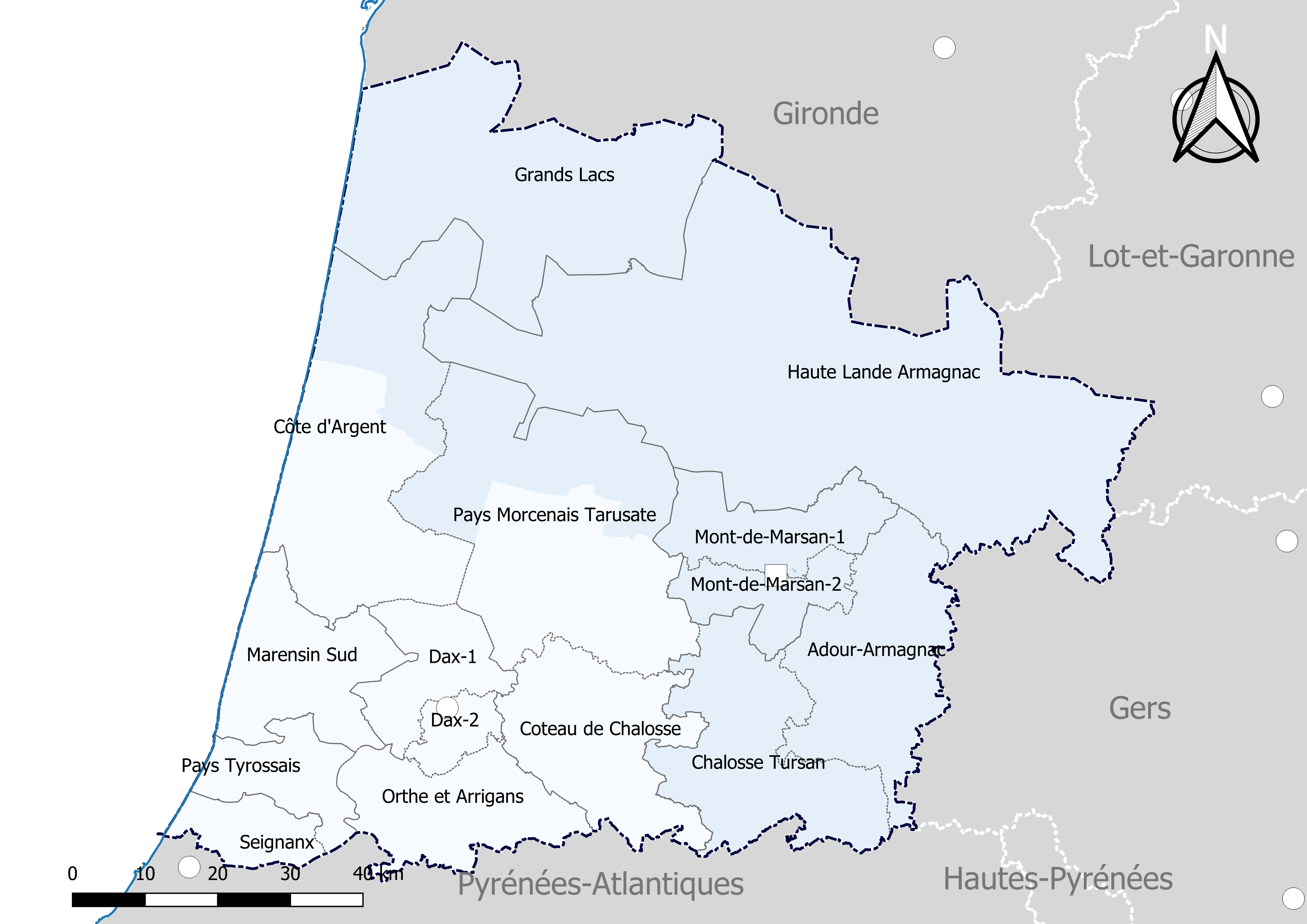
Découpage cantonal du département des Landes, avec en surimpression les arrondissements (en nuances de bleu) - Carte arrêtée au 1er janvier 2019.

Le département des Landes compte 30 cantons depuis 1973. À partir de 2015, ce nombre est réduit à 15 à la suite du redécoupage cantonal de 2014.

## Histoire

### Découpage cantonal antérieur à 2015
Liste des 30 cantons du département des Landes, par arrondissement :
| Arrondissement de Dax            | 13 cantons - sous-préfecture : Dax       | canton d'Amou - canton de Castets - canton de Dax-Nord - canton de Dax-Sud - canton de Montfort-en-Chalosse - canton de Mugron - canton de Peyrehorade - canton de Pouillon - canton de Saint-Martin-de-Seignanx - canton de Saint-Vincent-de-Tyrosse - canton de Soustons - canton de Tartas-Est - canton de Tartas-Ouest                                                                                         |
| Arrondissement de Mont-de-Marsan | 17 cantons - préfecture : Mont-de-Marsan | canton d'Aire-sur-l'Adour - canton de Gabarret - canton de Geaune - canton de Grenade-sur-l'Adour - canton d'Hagetmau - canton de Labrit - canton de Mimizan - canton de Mont-de-Marsan-Nord - canton de Mont-de-Marsan-Sud - canton de Morcenx - canton de Parentis-en-Born - canton de Pissos - canton de Roquefort - canton de Sabres - canton de Saint-Sever - canton de Sore - canton de Villeneuve-de-Marsan |

### Nouveau découpage cantonal de 2015
Dans la poursuite de la réforme territoriale engagée en 2010, l'Assemblée nationale adopte définitivement le 17 avril 2013 la réforme du mode de scrutin pour les élections départementales destinée à garantir la parité hommes/femmes. Les lois (loi organique 2013-402 et loi 2013-403) sont promulguées le 17 mai 2013. Un nouveau découpage territorial est défini par décret du 18 février 2014 pour le département des Landes. Celui-ci entre en vigueur lors du premier renouvellement général des assemblées départementales suivant la publication du décret, soit en mars 2015. Les conseillers départementaux sont élus au scrutin majoritaire binominal mixte. Les électeurs de chaque canton éliront au Conseil départemental, nouvelle appellation des Conseils généraux, deux membres de sexe différent, qui se présenteront en binôme de candidats. Les conseillers départementaux seront élus pour 6 ans au scrutin binominal majoritaire à deux tours, l'accès au second tour nécessitant 10 % des inscrits au 1er tour. En outre la totalité des conseillers départementaux est renouvelée.
Ce nouveau mode de scrutin nécessite un redécoupage des cantons dont le nombre est divisé par deux avec arrondi à l'unité impaire supérieure si ce nombre n'est pas entier impair et avec des conditions de seuils minimaux. Dans les Landes le nombre de cantons passe ainsi de 30 à 15.
Les critères du remodelage cantonal sont les suivants : le territoire de chaque canton doit être défini sur des bases essentiellement démographiques, le territoire de chaque canton doit être continu et les communes de moins de 3 500 habitants sont entièrement comprises dans le même canton. Il n’est fait référence, ni aux limites des arrondissements, ni à celles des circonscriptions législatives.
Conformément à de multiples décisions du Conseil constitutionnel depuis 1985 et notamment sa décision no 2010-618 DC du 9 décembre 2010, il est admis que le principe d’égalité des électeurs au regard des critères démographiques est respecté lorsque le ratio conseiller/habitant de la circonscription est compris dans une fourchette de 20 % de part et d'autre du ratio moyen conseiller/habitant du département. Pour le département des Landes, la population de référence est la population légale en vigueur au 1er janvier 2013, à savoir la population millésimée 2010, soit 384 320 habitants. Avec 15 cantons la population moyenne par conseiller départemental est de 25 621 habitants. Ainsi la population de chaque nouveau canton doit-elle être comprise entre 20 497 habitants et 30 746 habitants pour respecter le principe de l'égalité citoyenne au vu des critères démographiques.

## Composition actuelle

### Composition détaillée
| N° | Nom du Canton              | Bureau centralisateur    | Population 2010                  | Écart /moyenne | Nombre de communes entières | Communes composant le canton |
| -- | -------------------------- | ------------------------ | -------------------------------- | -------------- | --------------------------- | --- |
| 1  | Adour Armagnac             | Aire-sur-l'Adour         | 23 785                           | 0,93           | 35                          | Aire-sur-l'Adour, Artassenx, Arthez-d'Armagnac, Bahus-Soubiran, Bascons, Bordères-et-Lamensans, Bourdalat, Buanes, Castandet, Cazères-sur-l'Adour, Classun, Duhort-Bachen, Eugénie-les-Bains, Le Frêche, Grenade-sur-l'Adour, Hontanx, Lacquy, Larrivière-Saint-Savin, Latrille, Lussagnet, Maurrin, Montégut, Perquie, Pujo-le-Plan, Renung, Saint-Agnet, Saint-Cricq-Villeneuve, Saint-Gein, Saint-Loubouer, Saint-Maurice-sur-Adour, Sainte-Foy, Sarron, Vielle-Tursan, Le Vignau, Villeneuve-de-Marsan (canton formé de communes des anciens cantons d'Aire-sur-l'Adour (12 communes), de Grenade-sur-l'Adour (11 communes) et de Villeneuve-de-Marsan (12 communes). |
| 2  | Chalosse Tursan            | Hagetmau                 | 25 180                           | 0,98           | 50                          | Arboucave, Aubagnan, Audignon, Aurice, Banos, Bas-Mauco, Bats, Castelnau-Tursan, Castelner, Cauna, Cazalis, Clèdes, Coudures, Dumes, Eyres-Moncube, Fargues, Geaune, Hagetmau, Haut-Mauco, Horsarrieu, Labastide-Chalosse, Lacajunte, Lacrabe, Lauret, Mant, Mauries, Miramont-Sensacq, Momuy, Monget, Monségur, Montaut, Montgaillard, Montsoué, Morganx, Payros-Cazautets, Pécorade, Peyre, Philondenx, Pimbo, Poudenx, Puyol-Cazalet, Saint-Cricq-Chalosse, Saint-Sever, Sainte-Colombe, Samadet, Sarraziet, Serres-Gaston, Serreslous-et-Arribans, Sorbets, Urgons (canton formé de communes des anciens cantons de Geaune (17 communes), de Hagetmau (18 communes), de Saint-Sever (14 communes) et de Mont-de-Marsan-Sud (1 commune). |
| 3  | Côte d'Argent              | Mimizan                  | 22 449                           | 0,88           | 16                          | Aureilhan, Bias, Castets, Léon, Lévignacq, Linxe, Lit-et-Mixe, Mézos, Mimizan, Pontenx-les-Forges, Saint-Julien-en-Born, Saint-Michel-Escalus, Saint-Paul-en-Born, Taller, Uza, Vielle-Saint-Girons (canton formé de communes des anciens cantons de Mimizan (6 communes) et de Castets (10 communes). |
| 4  | Coteau de Chalosse         | Montfort-en-Chalosse     | 24 951                           | 0,97           | 50                          | Amou, Argelos, Arsague, Baigts, Bassercles, Bastennes, Bergouey, Beyries, Bonnegarde, Brassempouy, Cassen, Castaignos-Souslens, Castelnau-Chalosse, Castel-Sarrazin, Caupenne, Clermont, Doazit, Donzacq, Gamarde-les-Bains, Garrey, Gaujacq, Gibret, Goos, Gousse, Hauriet, Hinx, Lahosse, Larbey, Laurède, Louer, Lourquen, Marpaps, Maylis, Montfort-en-Chalosse, Mugron, Nassiet, Nerbis, Nousse, Onard, Ozourt, Pomarez, Poyanne, Poyartin, Préchacq-les-Bains, Saint-Aubin, Saint-Geours-d'Auribat, Saint-Jean-de-Lier, Sort-en-Chalosse, Toulouzette, Vicq-d'Auribat (canton formé de communes des anciens cantons d'Amou (16 communes), de Mugron (13 communes) et de Montfort-en-Chalosse (21 communes). |
| 5  | Dax-1                      | Dax                      | 21 940 + fraction Dax            |                | 10 + fraction Dax           | 1° Les communes suivantes : Angoumé, Gourbera, Herm, Mées, Rivière-Saas-et-Gourby, Saint-Paul-lès-Dax, Saint-Vincent-de-Paul, Siest, Tercis-les-Bains, Téthieu. 2° La partie de la commune de Dax située au nord de l'Adour. |
| 6  | Dax-2                      | Dax                      | 10 736 + fraction Dax            |                | 9 + fraction Dax            | 1° Les communes suivantes : Bénesse-lès-Dax, Candresse, Heugas, Narrosse, Oeyreluy, Saint-Pandelon, Saugnac-et-Cambran, Seyresse, Yzosse. 2° La partie de la commune de Dax située au sud de l'Adour. |
| 7  | Grands Lacs                | Parentis-en-Born         | 28 747                           | 1,12           | 13                          | Belhade, Biscarrosse, Gastes, Liposthey, Lüe, Mano, Moustey, Parentis-en-Born, Pissos, Sainte-Eulalie-en-Born, Sanguinet, Saugnacq-et-Muret, Ychoux. |
| 8  | Haute Lande Armagnac       | Labrit                   | 21 808                           | 0,85           | 47                          | Argelouse, Arue, Arx, Baudignan, Bélis, Betbezer-d'Armagnac, Bourriot-Bergonce, Brocas, Cachen, Callen, Canenx-et-Réaut, Cère, Commensacq, Créon-d'Armagnac, Escalans, Escource, Estigarde, Gabarret, Garein, Herré, Labastide-d'Armagnac, Labouheyre, Labrit, Lagrange, Lencouacq, Losse, Lubbon, Luglon, Luxey, Maillas, Maillères, Mauvezin-d'Armagnac, Parleboscq, Retjons, Rimbez-et-Baudiets, Roquefort, Sabres, Saint-Gor, Saint-Julien-d'Armagnac, Saint-Justin, Sarbazan, Le Sen, Solférino, Sore, Trensacq, Vert, Vielle-Soubiran. |
| 9  | Marensin-Sud               | Soustons                 | 27 169                           | 1,06           | 12                          | Angresse, Azur, Magescq, Messanges, Moliets-et-Maa, Saint-Geours-de-Maremne, Saubusse, Seignosse, Soorts-Hossegor, Soustons, Tosse, Vieux-Boucau-les-Bains. |
| 10 | Mont-de-Marsan-1           | Mont-de-Marsan           | 5 728 + fraction Mont-de-Marsan  |                | 9 + fraction Mont-de-Marsan | 1° Les communes suivantes : Bostens, Campet-et-Lamolère, Gaillères, Geloux, Lucbardez-et-Bargues, Pouydesseaux, Saint-Avit, Saint-Martin-d'Oney, Uchacq-et-Parentis. 2° La partie de la commune de Mont-de-Marsan située au nord d'une ligne définie par l'axe des voies et limites suivantes : depuis la limite territoriale de la commune de Saint-Pierre-du-Mont, rue de Saint-Pierre, impasse Saint-Pierre, ligne droite dans le prolongement de l'impasse Saint-Pierre, rue du Ruisseau, rue Jean-Mermoz, rue du Docteur-Cola, piste cyclable Dubalen―Plumaçon, rue du Plumaçon, place Stanislas-Baron, boulevard de la République, place Jean-Jaurès, rue Léon-des-Landes, rue Martinon, rue Pierre-Lisse, boulevard Delamarre, pont Delamarre, cours du Midou, boulevard Saint-Médard, giratoire de la Hiroire, avenue de Villeneuve, ligne droite reliant l'intersection de la rue de la Ferme-de-Fatigue et l'avenue de Villeneuve à l'extrémité du chemin de l'Evasion, chemin de l'Evasion, avenue de Mazerolles, avenue de Lacrouts, avenue de Villeneuve, jusqu'à la limite territoriale de la commune de Mazerolles. |
| 11 | Mont-de-Marsan-2           | Mont-de-Marsan           | 16 362 + fraction Mont-de-Marsan |                | 8 + fraction Mont-de-Marsan | 1° Les communes suivantes : Benquet, Bougue, Bretagne-de-Marsan, Campagne, Laglorieuse, Mazerolles, Saint-Perdon, Saint-Pierre-du-Mont. 2° La partie de la commune de Mont-de-Marsan non incluse dans le canton de Mont-de-Marsan-1. |
| 12 | Orthe et Arrigans          | Peyrehorade              | 22 676                           | 0,89           | 24                          | Bélus, Cagnotte, Cauneille, Estibeaux, Gaas, Habas, Hastingues, Labatut, Mimbaste, Misson, Mouscardès, Oeyregave, Orist, Orthevielle, Ossages, Pey, Peyrehorade, Port-de-Lanne, Pouillon, Saint-Cricq-du-Gave, Saint-Étienne-d'Orthe, Saint-Lon-les-Mines, Sorde-l'Abbaye, Tilh. |
| 13 | Le Pays morcenais tarusate | Tartas                   | 25 624                           | 1              | 23                          | Arengosse, Audon, Bégaar, Beylongue, Carcarès-Sainte-Croix, Carcen-Ponson, Gouts, Laluque, Lamothe, Lesgor, Lesperon, Le Leuy, Meilhan, Morcenx-la-Nouvelle, Onesse-et-Laharie, Ousse-Suzan, Pontonx-sur-l'Adour, Rion-des-Landes, Saint-Yaguen, Souprosse, Tartas, Villenave, Ygos-Saint-Saturnin. |
| 14 | Le Pays tyrossais          | Saint-Vincent-de-Tyrosse | 30 427                           | 1,19           | 11                          | Bénesse-Maremne, Capbreton, Josse, Labenne, Orx, Saint-Jean-de-Marsacq, Saint-Martin-de-Hinx, Saint-Vincent-de-Tyrosse, Sainte-Marie-de-Gosse, Saubion, Saubrigues. |
| 15 | Seignanx                   | Saint-Martin-de-Seignanx | 24 848                           | 0,97           | 8                           | Biarrotte, Biaudos, Ondres, Saint-André-de-Seignanx, Saint-Barthélemy, Saint-Laurent-de-Gosse, Saint-Martin-de-Seignanx, Tarnos. |
|    |                            |                          | 384 320                          |                | 331                         | |

### Répartition par arrondissement
Contrairement à l'ancien découpage où chaque canton était inclus à l'intérieur d'un seul arrondissement, le nouveau découpage territorial s'affranchit des limites des arrondissements. Certains cantons peuvent être composés de communes appartenant à des arrondissements différents. Dans le département des Landes, c'est le cas de deux cantons (Côte d'Argent et Pays morcenais tarusate).
Le tableau suivant présente la répartition par arrondissement :
| N° | Canton                  | Dax               | Mont-de-Marsan              | Total                       |
| -- | ----------------------- | ----------------- | --------------------------- | --------------------------- |
| 1  | Adour Armagnac          |                   | 35                          | 35                          |
| 2  | Chalosse Tursan         |                   | 50                          | 50                          |
| 3  | Côte d'Argent           | 10                | 6                           | 16                          |
| 4  | Coteau de Chalosse      | 50                |                             | 50                          |
| 5  | Dax-1                   | 10 + fraction Dax |                             | 10 + fraction Dax           |
| 6  | Dax-2                   | 9 + fraction Dax  |                             | 9 + fraction Dax            |
| 7  | Grands Lacs             |                   | 13                          | 13                          |
| 8  | Haute Lande Armagnac    |                   | 47                          | 47                          |
| 9  | Marensin-Sud            | 12                |                             | 12                          |
| 10 | Mont-de-Marsan-1        |                   | 9 + fraction Mont-de-Marsan | 9 + fraction Mont-de-Marsan |
| 11 | Mont-de-Marsan-2        |                   | 8 + fraction Mont-de-Marsan | 8 + fraction Mont-de-Marsan |
| 12 | Orthe et Arrigans       | 24                |                             | 24                          |
| 13 | Pays morcenais tarusate | 18                | 9                           | 27                          |
| 14 | Pays tyrossais          | 11                |                             | 11                          |
| 15 | Seignanx                | 8                 |                             | 8                           |
|    |                         | 153               | 178                         | 331                         |